# Однородные члены предложения
Одноро́дные чле́ны предложе́ния — главные или второстепенные члены предложения, связанные в нём с одной и той же словоформой и выполняющие одну и ту же синтаксическую функцию. Однородные члены произносятся с интонацией перечисления, как правило, располагаются контактно (непосредственно один за другим) и часто допускают перестановку. Однако перестановка возможна не всегда, поскольку первым в ряду однородных членов обычно называется то, что является первичным с логической или хронологической точки зрения или важнее для говорящего.
Присутствие однородных членов осложняет простое предложение. Отмечается также, что значительная часть предложений, осложнённых однородными членами, может быть представлена как результат «сочинительного сокращения» ряда самостоятельных предложений или сложносочинённого предложения: рус. Миша вышел погулять, и Маша вышла погулять — Миша и Маша вышли погулять.